# Baranyay András
Baranyay András (Budapest, 1938. április 23. – Budapest, 2016. június 20.) Kossuth-díjas magyar grafikus, fotóművész. Litográfiával, fotóval, vegyes technikákkal foglalkozott.

## Életútja, munkássága
Felsőfokú tanulmányokat a budapesti Képzőművészeti Főiskolán folytatott 1957 és 1965 között, mestere Bernáth Aurél volt. A budapesti Képző- és Iparművészeti Szakközépiskolában tanított 1987-től 1991-ig. 1992-ben bekerült tanítani a Képzőművészeti Főiskola Grafikai Tanszékére, majd 1993-tól beválasztották a Széchenyi Irodalmi és Művészeti Akadémia rendes tagjai közé.
1963-tól volt  kiállító művész. Korai grafikáin portrékat, enteriőröket, aktokat, figurális kőnyomatokat alkotott. Egyéni stílusa az Iparterv és a Szürenon tárlatain való szereplésével összefüggésben kezdett kialakulni, merész kivágatú, kézrészleteket ábrázoló litográfiákkal jelentkezett. Már az 1970-es évek elején fényképalapú litográfiákat, önarcképeket alkotott, sajátos személytelen, rejtőzködő önarcképeket, amelyeknek lényege nem a portré, hanem egy-egy életérzés, a kezek ábrázolása, majd a csendéletek kaptak fontos szerepet témaválasztásában, s mindig az életérzés, az „örök idő”, a festőiség a főszereplő, s nem a dokumentum, a fénykép.

## Részvétele kiállításokon
Egyéni és csoportos kiállításokon folyamatosan megmérettette munkáit 1963 óta, számos hazai és külföldi közgyűjtemény őrzi műveit, köztük:
Bibliothèque Nationale de Paris;
Bibliothèque Royale Albert 1er, Brüsszel;
Herman Ottó Múzeum, Miskolc;
Herzog Antom Ulrich Museum, Braunschweig;
Hirschorn Museum, Washington;
Janus Pannonius Múzeum, Pécs;
Magyar Nemzeti Galéria, Budapest;
Miskolci Galéria, Miskolc;
M. Civico, Padova;
M. voor Schone Kunsten, Antwerpen;
Petőfi Irodalmi Múzeum, Budapest;
Sárospataki Képtár, Sárospatak;
Szent István Király Múzeum, Székesfehérvár;
Szombathelyi Képtár, Szombathely.

## Grafikái (válogatás)

### Hagyományos téma
- Vágóhíd (1965)

### Kéz téma
- Részletek egy kézből I-IV (1969)
- Kéz, litográfia, 1969
- Két kis kéz, színezett fotó, 1973
- Kis barna hátterű kéz, vegyes technika, 1989
- Rembrandt kezek, fotó, színes ceruza, 1992

### Önarckép téma
- Kis keretes önarckép (1976)
- Önarckép Jane Morisszal (1982)
- Alvókép (1987)

### Csendélet téma
- Csendélet almával, 1980;
- Három darab, körte formában - [Eric Satie], 1982

## Díjai, elismerései
- Munkácsy-díj (1988)
- Soros Alapítvány fotóművészeti díja (1987, 1989, 1996)
- Kossuth-díj (1999)